# San Marcos (Costa Rica)
San Marcos, auch San Marcos de Tarrazú genannt, ist die Hauptstadt des costa-ricanischen Kantons Tarrazú in der Provinz San José. Die Stadt hat 9993 Einwohner (Stand 2011) auf einer Fläche von 42,07 km² und liegt 1429 m. ü. M. Die Umgebung und Wirtschaft der Stadt ist geprägt vom Kaffeeanbau.